# Йирка, Давид
Давид Йирка (чеш. David Jirka; 4 января 1982, Йиндржихув-Градец) — чешский гребец, серебряный призёр летних Олимпийских игр 2004 года в Афинах.

## Карьера
В 2004 году в Афинах завоевал серебряную медаль в гребле в парной четверке, вместе с ним гребли Давид Копршива, Томаш Карась и Якуб Ганак. На Олимпиаде в Пекине не сумел повторить успех, став 10-м. Помимо всего прочего, участвовал в шести чемпионатах мира (серебряный призёр первенства мира 2003 года в четвёрке) и в четверых чемпионатах Европы (бронзовый призёр чемпионата Европы 2010 в двойке).